# アンリ・ドカエ
アンリ・ドカエ（フランス語: Henri Decaë：ドカの方が正しい, 1915年7月31日 - 1987年3月7日）は、フランスの撮影監督である。ヌーヴェルヴァーグの映画作品を支え、アメリカ映画でもカメラを回した。

## 人物・来歴
1915年7月31日、パリ郊外、サン＝ドニに生まれる。
映画界に入った当初は録音技師であったが、撮影部に転向した。第二次世界大戦後の1947年、ジャン＝ピエール・メルヴィル監督の長篇デビュー作『海の沈黙』で、ドカエもまた撮影監督としてデビューした。街頭ロケでもどこでも手持ちカメラで撮った。フランソワ・トリュフォーは「真にヌーヴェル・ヴァーグ的なカメラマンだった」という。
1987年3月7日、パリで死去した。満71歳没。

## おもなフィルモグラフィ
- 『海の沈黙』 Le Silence de la mer : 監督ジャン＝ピエール・メルヴィル、1947年
- 『恐るべき子供たち』 Les Enfants Terribles  : 監督ジャン＝ピエール・メルヴィル、1950年
- 『死刑台のエレベーター』 Ascenseur pour l'échafaud : 監督ルイ・マル、1958年
- 『恋人たち』 Les Amants ：監督ルイ・マル、1958年
- 『いとこ同志』 Les Cousins : 監督クロード・シャブロル、1959年
- 『大人は判ってくれない』 Les Quatre Cents Coups : 監督フランソワ・トリュフォー、1959年 - 初のシネマスコープで撮影した作品
- 『太陽がいっぱい』 Plein soleil : 監督ルネ・クレマン、1960年
- 『生きる歓び』 Quelle joie de vivre : 監督ルネ・クレマン、1961年
- 『シベールの日曜日』 Les Dimanches de Ville d'Avray : 監督セルジュ・ブールギニョン、1962年
- 『エヴァ』 Eva : 監督ジョゼフ・ロージー、1962年
- 『新・七つの大罪』  Les Sept péchés capitaux : 1962年
  - 『怠惰の罪』  La paresse : 監督ジャン＝リュック・ゴダール
  - 『傲慢の罪』  L'Orgueuil : 監督ロジェ・ヴァディム
- 『危険がいっぱい』 Les Félins : 監督ルネ・クレマン、1964年
- 『ビバ!マリア』 Viva Maria! : 監督ルイ・マル、1965年
- 『パリの大泥棒』 Le Voleur : 監督ルイ・マル、1967年
- 『将軍たちの夜』 The Night of the Generals : 監督アナトール・リトヴァク、1967年
- 『サムライ』 Le Samouraï : 監督ジャン＝ピエール・メルヴィル、1967年
- 『仁義』 Le Cercle rouge : 監督ジャン＝ピエール・メルヴィル、1969年
- 『ドンファン』 Don Juan ou Si Don Juan était une femme... :監督ロジェ・ヴァディム、1973年
- 『ふたり』 Two People : 監督ロバート・ワイズ、1973年
- 『暁の7人』 Operation Daybreak : 監督ルイス・ギルバート、1975年
- 『チェイサー』 Mort d'un pourri : 監督ジョルジュ・ロートネル、1977年
- 『ブラジルから来た少年』 The Boys from Brazil：監督フランクリン・J・シャフナー、1978年
- 『警部』 Flic ou voyou : 監督ジョルジュ・ロートネル 1979年
- 『アイランド』 The Island : 監督マイケル・リッチー、1980年